# Eirmotus furvus
Eirmotus furvus är en fiskart som beskrevs av Tan och Maurice Kottelat 2008. Eirmotus furvus ingår i släktet Eirmotus och familjen karpfiskar. Inga underarter finns listade i Catalogue of Life.